# 佐々田懋

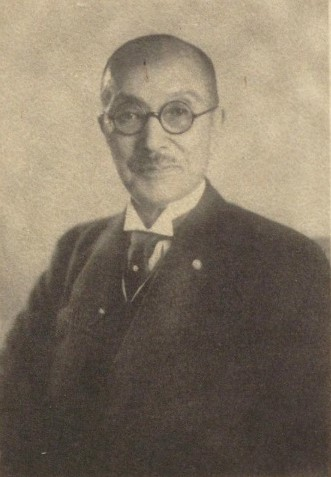
佐々田懋

佐々田 懋（ささだ すすむ / すすみ、安政2年11月6日（1855年12月14日） - 昭和15年（1940年）3月27日）は、日本の実業家、政治家。島根県多額納税者。佐々田合名会社社長。衆議院議員、貴族院議員。
孫・百合子は元中国電力会長櫻内乾雄の妻。

## 経歴
石見国那賀郡木田村（現・島根県浜田市）の豪農である佐々田家に生まれる。佐々田家は尼子義久の子佐々田宗久が、尼子氏の先祖である佐々木氏と妻の実家の名である田中氏の名を取って創始した。和漢学を修めた。

### 政治家として
浜田県会議員、浜田県十五等出仕、那賀郡会議員、島根県会議員、島根県会議長を務めた。1890年（明治23年）7月、第1回衆議院議員総選挙に島根県第5区から出馬し衆議院議員に初当選。以来、3期連続して務める。1911年（明治44年）、島根県多額納税者として貴族院多額納税者議員に互選され、同年9月29日から、1918年（大正7年）9月28日まで1期在任した。

### 実業家として
1918年（大正7年）、佐々田合名会社を創立して社長となり、王子電気取締役、王子環状自動車、東洋火災重役として活躍した。
1936年（昭和11年）には出雲電気社長に就任した。
1940年（昭和15年）3月27日に死去した。墓は島根県浜田市旭町木田の旧木田小学校裏山の佐々田家墓所内にある。

## 財団法人佐々田奉公会
死去直前の1940年（昭和15年）3月、佐々田が私財を投じた財団法人佐々田奉公会が設立され、育英事業や公民館への助成などが行われた。1969年（昭和44年）に浜田市立図書館が開館すると、毎年佐々田奉公会から図書館に対して多額の図書購入費が寄付された。図書館内には佐々田文庫が設置され、寄贈書には「佐々田文庫」の印が押されている。2013年（平成25年）3月31日、佐々田奉公会は存続期間を満了して役目を終えた。

## 人物像
趣味は漢詩、撞球、囲碁。宗教は禅宗。

## 家族・親族
- 妻・きく（東京府[2]、橋本安次郎の妹[2]）
- 長男・亮一[2]

同妻・薫
同長女・百合子
同二女・豊子
同長男
同三女・光枝
同四女・恒子
- 養子・三郎[2]、均[2]